# 伍德赛德 (特拉华州)
伍德赛德（英語：Woodside），是美国特拉华州肯特县（Kent）下属的一座城镇，面积为0.37平方公里，均为陆地。2011年的数据显示该地有人口184人。论人口在本州排行第52。